# Torri gemelle di via Garibaldi
Le torri gemelle di via Garibaldi (dette anche torri di Borgo al Cornio) sono degli edifici medievali del centro storico di Prato, situati in angolo con via Buonconti.

## Storia e descrizione
Le torri sono le più alte sopravvissute a Prato: quella in alberese risale al XII secolo, e quella in mattoni fu realizzata come ampliamento della prima nel XIII. 
La più antica delle due, mozza, ha un portalino duecentesco sormontato, al piano superiore, da quello che probabilmente doveva essere l'ingresso originario, una porta-finestra con archivolto composto da conci in alberese retti da mensole convessi; nella parte più alta si vedono alcuni mensoloni a sporti che reggevano ballatoi o strutture difensive a spalto. La torre in mattoni invece, almeno sulla strada, non presenta aperture, essendo esposta a nord. Sul retro invece si aprono alcune finestre ad arco ribassato.

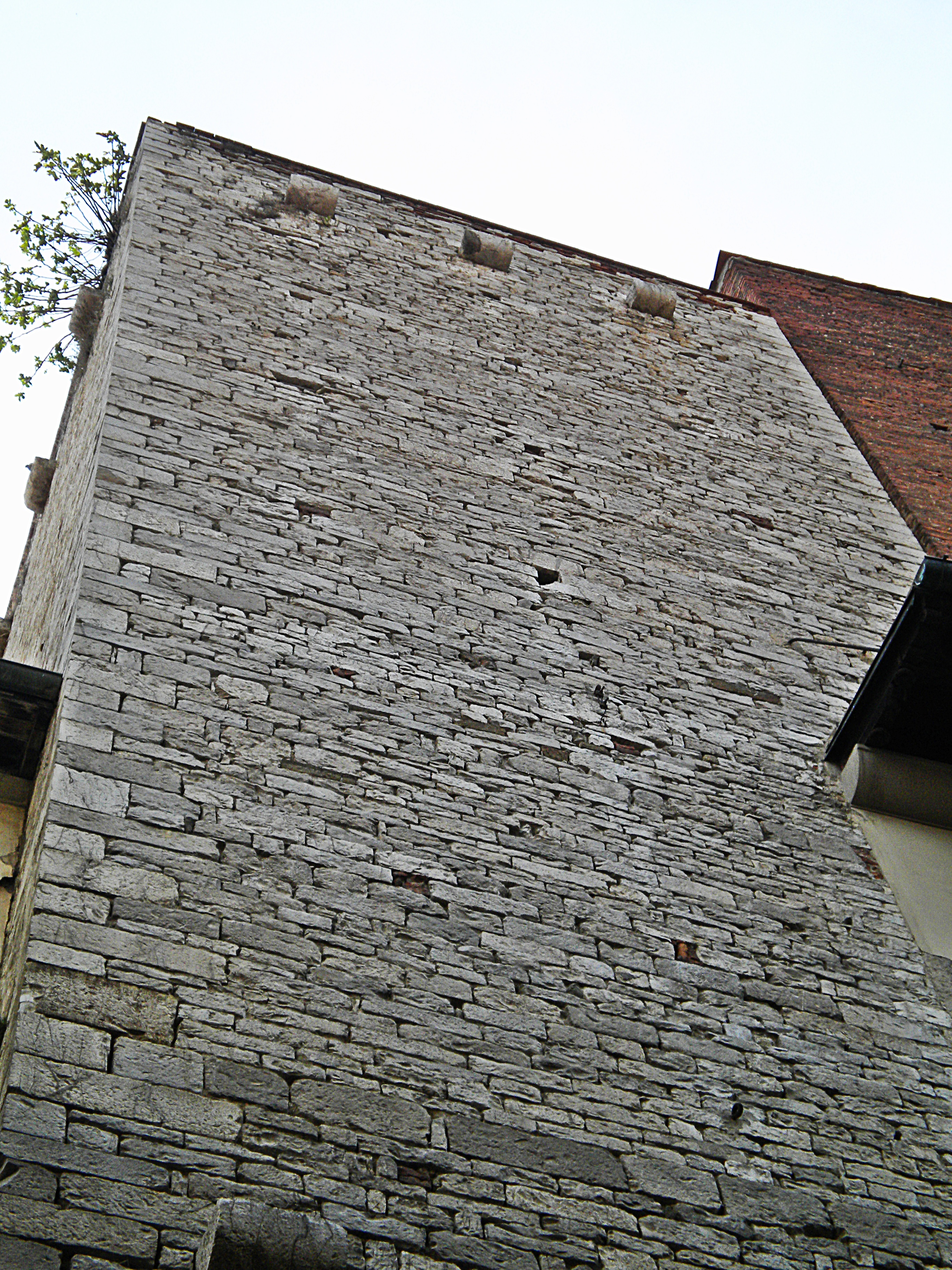
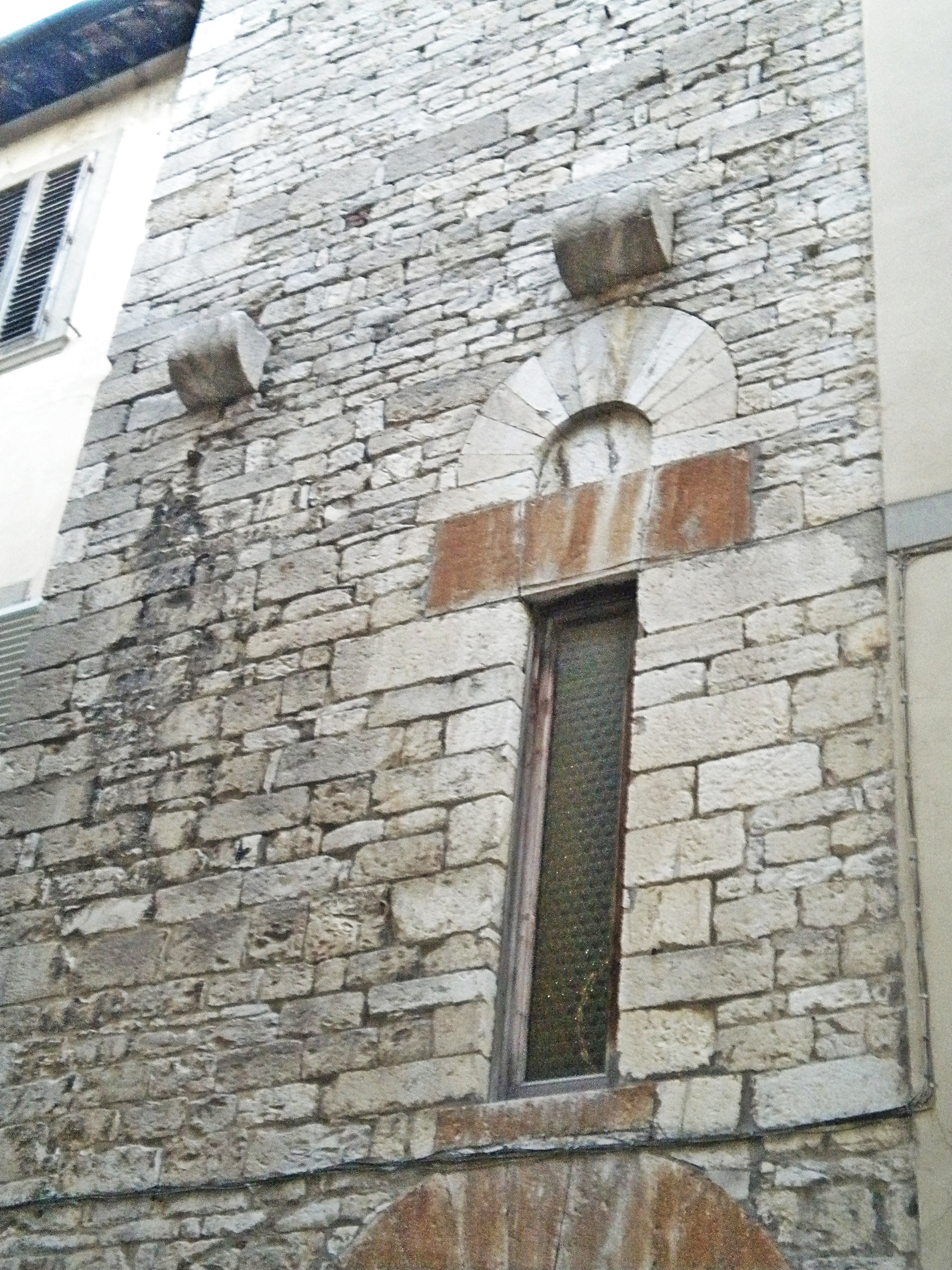
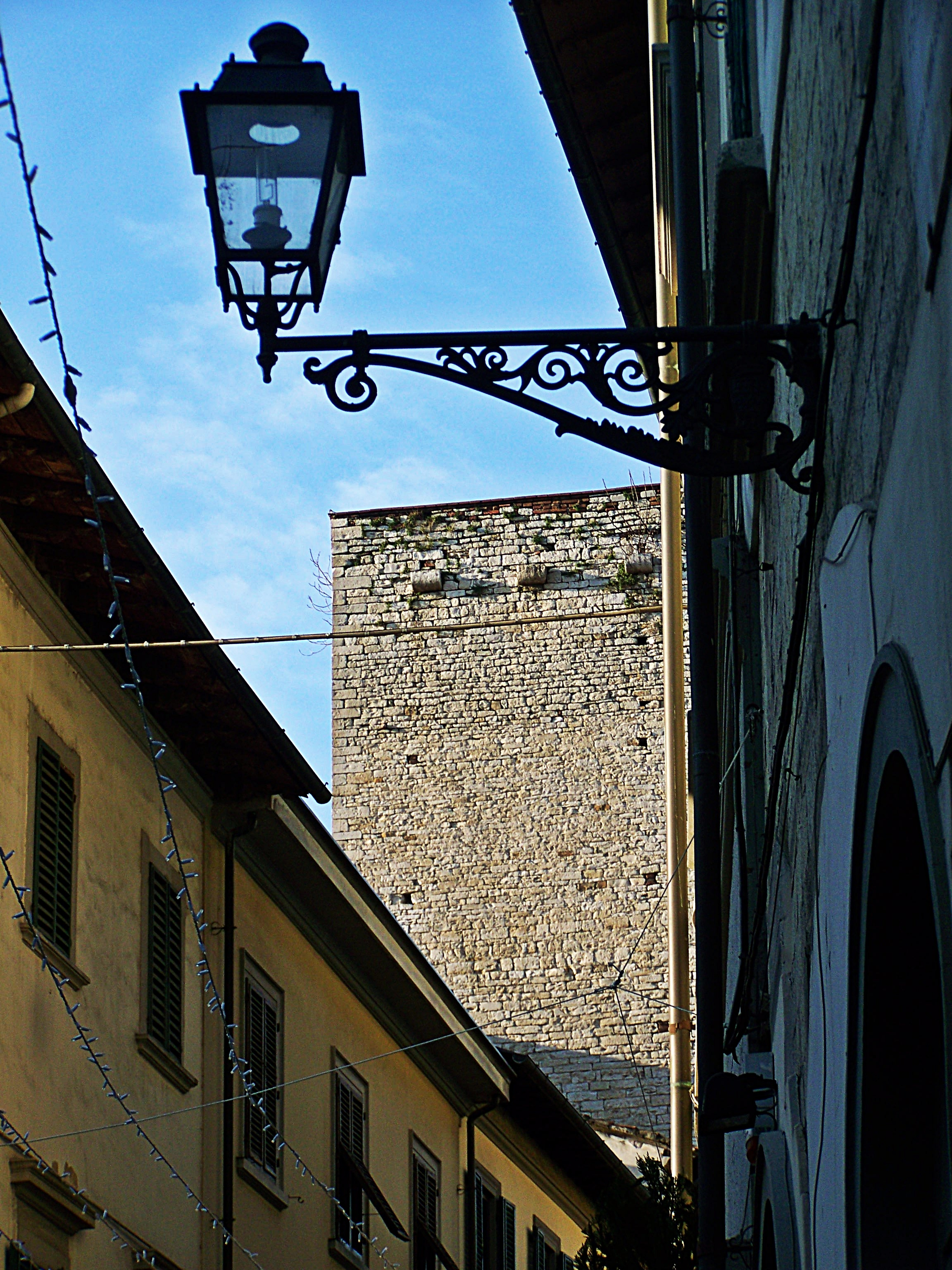
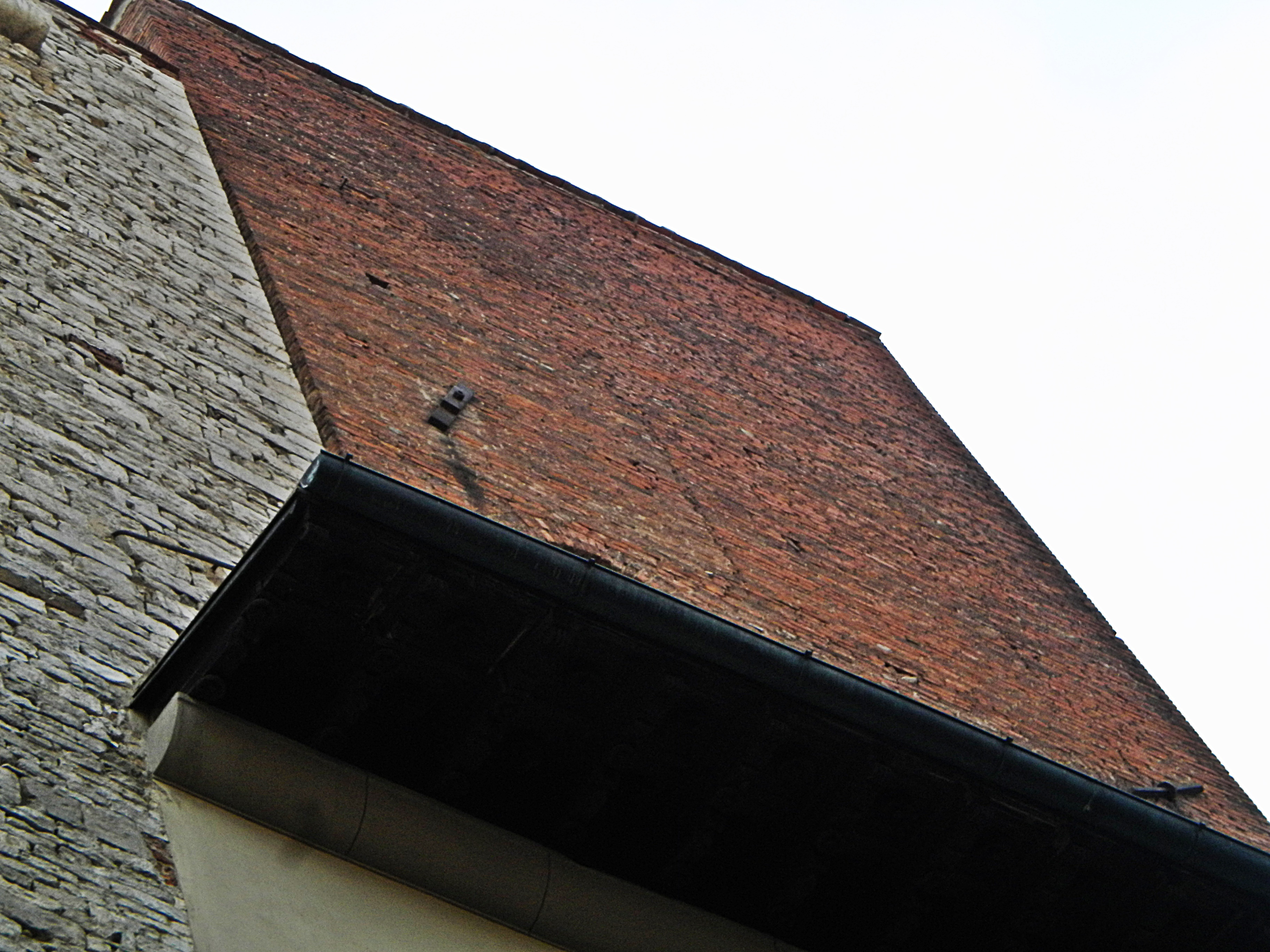